# Municipio de Eagle (Míchigan)
El municipio de Eagle (en inglés: Eagle Township) es un municipio ubicado en el condado de Clinton en el estado estadounidense de Míchigan. En el año 2010 tenía una población de 2671 habitantes y una densidad poblacional de 29,15 personas por km².

## Geografía
El municipio de Eagle se encuentra ubicado en las coordenadas 42°49′1″N 84°47′1″O / 42.81694, -84.78361. Según la Oficina del Censo de los Estados Unidos, el municipio tiene una superficie total de 91.64 km², de la cual 89,98 km² corresponden a tierra firme y (1,82 %) 1,67 km² es agua.

## Demografía
Según el censo de 2010, había 2671 personas residiendo en el municipio de Eagle. La densidad de población era de 29,15 hab./km². De los 2671 habitantes, el municipio de Eagle estaba compuesto por el 97 % blancos, el 0,86 % eran afroamericanos, el 0,19 % eran amerindios, el 0,26 % eran asiáticos, el 0,64 % eran de otras razas y el 1,05 % eran de una mezcla de razas. Del total de la población el 2,47 % eran hispanos o latinos de cualquier raza.